# Борки (Северо-Казахстанская область)
Борки (каз. Борки) — село в Аккайынском районе Северо-Казахстанской области Казахстана. Село входит в состав Полтавского сельского округа. Код КАТО — 595849200.

## География
Расположено около озера Улькенжарма.

## История
Основано в 1896 году на участке Джарма. В 1903 году открыта школа.

## Население
В 1999 году численность населения села составляла 349 человек (182 мужчины и 167 женщин). По данным переписи 2009 года в селе проживало 70 человек (40 мужчин и 30 женщин).